# Ameno
Ameno là một đô thị ở tỉnh Novara ở vùng Piedmont của Ý, tọa lạc cách 100 km về phía đông bắc của Torino và khoảng 40 km về phía tây bắc của Novara. Tại thời điểm ngày 31 tháng 12 năm 2004, đô thị này có dân số 906 người và diện tích là 10,0 km².
Ameno giáp các đô thị: Armeno, Bolzano Novarese, Colazza, Invorio, Miasino, và Orta San Giulio.